# Friedrich Frese (Politiker)
Heinrich Friedrich Frese (* 23. April 1823 in Oesdorf; † 4. Dezember 1874 ebenda) war ein deutscher Kaufmann und Politiker.
Frese war der Sohn des Brunnenkontrolleurs Friedrich Frese und dessen Ehefrau Dorothea geborene Heringslake. Er heiratete am 20. Oktober 1847 in Oesdorf Wilhelmine Christiane Doris Bangert. Frese war Inhaber einer Kolonial-, Material- und Eisenhandlung in Oesdorf. 1859 bis 1863 gehörte er dem Spezial-Landtag für das Fürstentum Pyrmont an. 